# Grigorij Ivanovič Šelechov
Grigorij Ivanovič Šelechov, také Šelichov (rusky Григорий Иванович Шелехов (Шелихов); 1747 Rylsk – 20. červencejul./ 31. července 1795greg., Irkutsk) byl ruský mořeplavec a obchodník. Organizoval obchodní výpravy ke Kurilským ostrovům a k Aleutským ostrovům, kde se věnoval lovu a obchodu s kožešinami. V roce 1775 spolu s Alexandrem Baranovem založil ruské panství v Severní Americe, jež se stala základem Rusko-Americké společnosti v roce 1799.

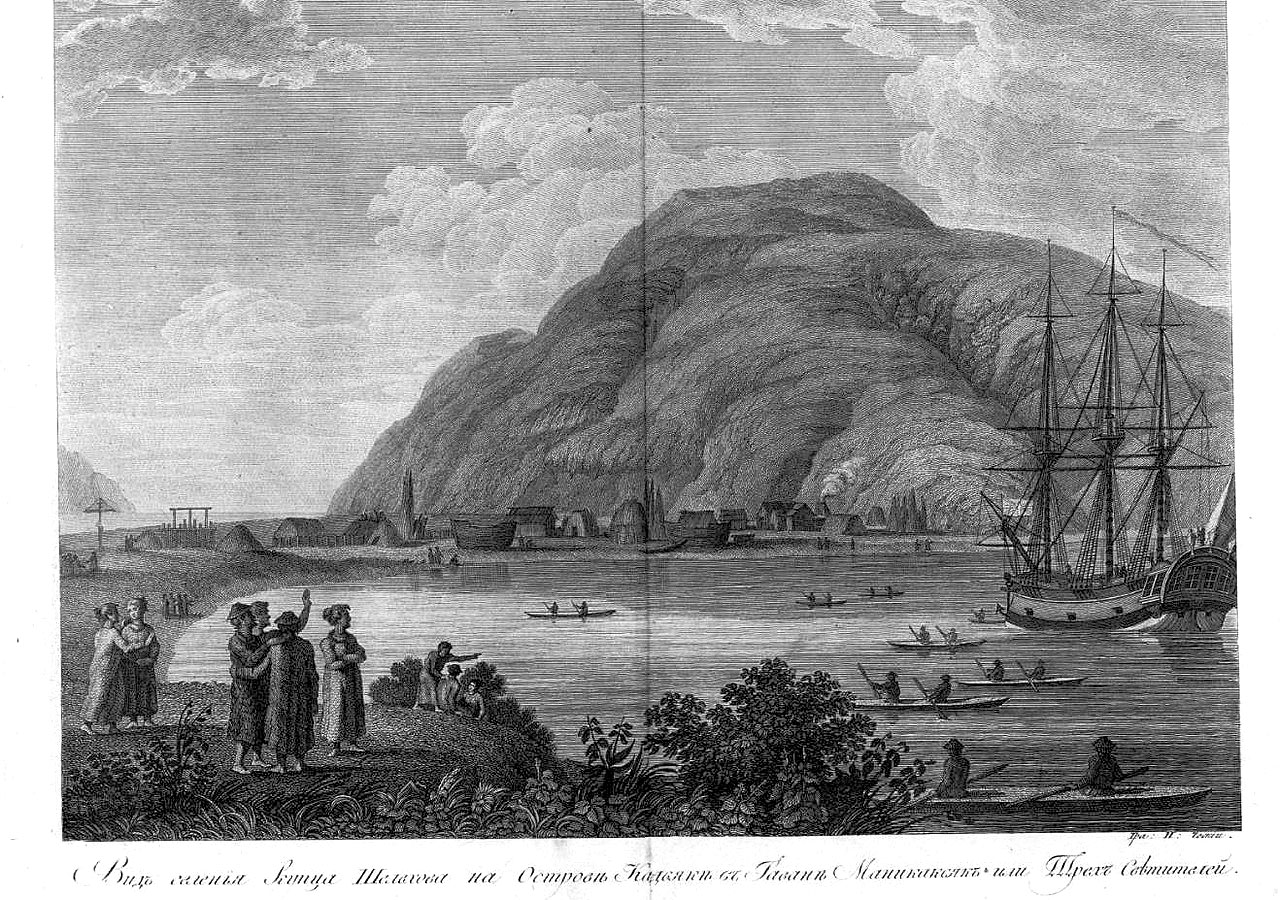
Osada založená Grigorijem Šelechovem na ostrově Kodiak

V roce 1783 přezimoval na Beringově ostrově, pak pokračoval přes ostrov Unalaska k ostrovu Kodiak, kde založil osadu Tří svatých (Tri Svjatitěla). Další osady založil na březích Aljašky, odkud pořádal výpravy k průzkumu dalšího území a ostrovů. V jeho službách plul také mořeplavec Gavriil Pribylov, který hledal vhodná loviště v Beringově moři.
Jeho jménem je pojmenován záliv v Ochotském moři, průliv mezi Aljaškou a ostrovem Kodiak a také město Šelechov v Irkutské oblasti v Rusku.

## Dílo
- Rossijskogo kupca Grigorija Šelechova pervoje stranstvovanije s 1783 po 1787 g. iz Ochotska po Vostočnomu okeanu k amerikanskim beregam SPb. 1791